# Hivites
 (décembre 2023).
Si vous disposez d'ouvrages ou d'articles de référence ou si vous connaissez des sites web de qualité traitant du thème abordé ici, merci de compléter l'article en donnant les références utiles à sa vérifiabilité et en les liant à la section « Notes et références ».
Les Hivites ou Hivvites sont un ancien peuple du Pays de Canaan. Ils sont mentionnés dans l'Ancien Testament comme descendants de Canaan dans la Table des peuples en Genèse 10.
La Bible les présente également comme l'un des sept principaux peuples résidant dans le Pays de Canaan avant l'arrivée des Hébreux, et qui devront en être chassés : Hittites, Girgashites, Amorrites, Canaanéens, Perizzites, Hivites et Jébuséens.
En Gn 34. 2, Sichem, fils de Hamor, auteur du « viol de Dina » est qualifié de « hivite ».

## Origines
Dans la Table des peuples, Hivite est le fils de Canaan, fils de Cham. L'origine du nom pourrait être le mot hébreu « chava » (חוה), qui signifie « habitant de tente ». Une relation semble possible entre les Hivites et les Horites : dans Gn 36. 2, un Hivite nommé Zibeon est ensuite décrit comme un Horite dans le même chapitre. D'autres prétendent qu'il s'agit en fait d'une erreur de transcription entre deux termes ayant des graphies très similaires (« חוי » pour « Hivites » et « חרי » pour Horites).
Le prophète Isaïe les confond avec les Amorites du Livre d'Isaïe (Is 17. 9).

## Localisation
Les Hivites vivaient dans les régions montagneuses de Canaan s'étendant du Liban, précisément Lebo Hamath (Juges 3), au Mont Hermon (Josué 11), au nord de Jérusalem. La Bible mentionne diverses enclaves occupées par les Hivites dans cette région. Genèse 34 les décrit comme dominant la région de Shechem. Plus au sud se trouvent les quatre villes hivites impliquées dans la lutte contre Israël : Gibeon, Kephirah, Beeroth et Qiryath Yéarim (Josué 9).

## Particularités culturelles
Plusieurs caractéristiques culturelles importantes des Hivites peuvent être déduites du texte biblique. Tout d'abord, dans Genèse 34-14, on apprend qu'ils sont l'un des rares peuples de la région à ne pas pratiquer la circoncision des mâles, contrairement aux Moabites, aux Égyptiens, aux Ammonites, aux Édomites et aux Hébreux, entre autres.
Les Hivites auraient continué à exister en tant que groupe ethnique différencié au moins jusqu'à l'époque de David et Salomon puisque leur population fut comptabilisée dans un recensement régional à ce moment (1Rois 9-20). Ils y sont décrits comme une partie des esclaves de Salomon, servant à faire des travaux et aidant en particulier aux nombreux projets de construction. Josué (Josué 9) ordonne aux Hivites de Gibeon de ramasser du bois et de chercher de l'eau pour le temple de Dieu, bien qu'aucun élément n'atteste ensuite de l'implication de ces derniers dans le temple.